# 1964年の読売ジャイアンツ
1964年の読売ジャイアンツでは、1964年の読売ジャイアンツの動向をまとめる。
この年の読売ジャイアンツは、川上哲治監督の4年目のシーズンである。

## 概要
前年念願の打倒西鉄を果たしたが、大型補強もなくシーズンが開幕。この年は東京オリンピックが開催されるにあたり、川上監督は「五輪イヤーを連覇で飾る」と宣言。4月は首位から3ゲーム差とまずまずの成績で終えるが、5月以降は阪神や大洋の後塵を拝する苦しい展開が続いた。そんな中で長嶋茂雄と日替わりで4番を打つようになった王貞治の打棒はこの年も絶好調で、5月には対阪神戦で1試合4本塁打、さらに南海の野村克也が記録した52本を破る55本塁打を放ち、阪神のジーン・バッキーを差し置いてMVPも獲得するなど王のための1年とも言えた。5月にオーナーが正力松太郎から長男の正力亨に交代し、夏場の反攻が期待されたものの広岡達朗をはじめ一部の主力選手と川上監督が対立するなどチーム内が混乱し、最終的にはシーズン勝ち越しこそ果たしたものの3位で終了し五輪イヤーを優勝で飾れなかった。投手陣は城之内邦雄の奮闘が目立ったものの、チーム防御率が2位の3.01に後退。打撃陣はリーグ1位の147本塁打を放ったものの、安打数・打率がそれぞれ最下位に終わった。シーズン終了後、国鉄のエース金田正一が巨人へ移籍し「V9時代」がスタートする。

## チーム成績

### レギュラーシーズン
| 1 | 左 | 柳田利夫 |
| 2 | 中 | 柴田勲   |
| 3 | 一 | 王貞治   |
| 4 | 三 | 長嶋茂雄 |
| 5 | 右 | 国松彰   |
| 6 | 遊 | 広岡達朗 |
| 7 | 二 | 滝安治   |
| 8 | 捕 | 森昌彦   |
| 9 | 投 | 高橋明   |

| 順位 | 4月終了時 | 4月終了時 | 5月終了時 | 5月終了時 | 6月終了時 | 6月終了時 | 7月終了時 | 7月終了時 | 8月終了時 | 8月終了時 | 最終成績 | 最終成績 |
| ---- | --------- | --------- | --------- | --------- | --------- | --------- | --------- | --------- | --------- | --------- | -------- | -------- |
| 1位  | 大洋      | --        | 阪神      | --        | 大洋      | --        | 大洋      | --        | 阪神      | --        | 阪神     | --       |
| 2位  | 阪神      | 2.5       | 大洋      | 0.5       | 阪神      | 3.5       | 阪神      | 5.0       | 大洋      | 2.0       | 大洋     | 1.0      |
| 3位  | 巨人      | 3.0       | 巨人      | 5.5       | 巨人      | 8.5       | 巨人      | 8.5       | 巨人      | 9.0       | 巨人     | 11.0     |
| 4位  | 国鉄      | 6.0       | 広島      | 6.5       | 広島      | 11.0      | 国鉄      | 12.5      | 国鉄      | 15.0      | 広島     | 16.5     |
| 5位  | 広島      | 7.0       | 国鉄      | 7.0       | 国鉄      | 13.0      | 広島      | 13.0      | 広島      | 15.5      | 国鉄     | 18.5     |
| 6位  | 中日      | 8.5       | 中日      | 10.5      | 中日      | 18.0      | 中日      | 21.0      | 中日      | 24.5      | 中日     | 25.0     |

| 順位 | 球団             | 勝 | 敗 | 分 | 勝率 | 差   |
| 1位  | 阪神タイガース   | 80 | 56 | 4  | .588 | 優勝 |
| 2位  | 大洋ホエールズ   | 80 | 58 | 2  | .580 | 1.0  |
| 3位  | 読売ジャイアンツ | 71 | 69 | 0  | .507 | 11.0 |
| 4位  | 広島カープ       | 64 | 73 | 3  | .467 | 16.5 |
| 5位  | 国鉄スワローズ   | 61 | 74 | 5  | .452 | 18.5 |
| 6位  | 中日ドラゴンズ   | 57 | 83 | 0  | .407 | 25.0 |

## オールスターゲーム1964
- 選出選手及びスタッフ

| ポジション | 名前     | 選出回数 |
| ---------- | -------- | -------- |
| 監督       | 川上哲治 |          |
| 投手       | 藤田元司 | 4        |
| 投手       | 伊藤芳明 | 3        |
| 捕手       | 森昌彦   | 5        |
| 一塁手     | 王貞治   | 5        |
| 二塁手     | 船田和英 | 2        |
| 三塁手     | 長嶋茂雄 | 7        |
| 遊撃手     | 広岡達朗 | 8        |
| 外野手     | 柴田勲   | 2        |

- 太字はファン投票による選出、取消線は出場辞退。

## できごと
- 3月21日 - 国鉄スワローズとの開幕戦（後楽園球場）、3回裏、王貞治一塁手は国鉄先発・金田正一投手から右翼席を超える場外本塁打を飛ばす（自身最長の本塁打）。
- 5月3日 - 阪神タイガース戦（後楽園球場）で、王貞治一塁手が一試合4打席4本塁打を飛ばす。「一試合4本塁打」は1951年に松竹ロビンスの岩本義行が記録して以来だが、岩本は「6打席4本塁打」だったため、「4打席4本塁打の10割」は史上初。
- 8月5日 - 立正佼成会所属、黒江透修の入団が発表される。
- 8月6日 - 国鉄スワローズ戦の7回裏、広岡達朗内野手が打席の時、3塁走者の長嶋茂雄内野手はホームスチール。これをベンチからの指示と思い込んだ広岡は三振してそのままベンチを去る。これが広岡と川上哲治監督との対立のきっかけとなった（「私が信じられないのか」事件）。
- 8月18日 - 中日ドラゴンズ戦、巨人は中日の中山義朗投手にノーヒットノーランを食らう。中山はこの年から投球フォームをオーヴァースローからアンダースローに変更しての快挙で、対巨人戦16連敗から脱出した。巨人がノーヒットノーランを食らったのは、1959年、大阪タイガースでの村山実に食らった「ノーヒットアリラン」を除けば、1940年、タイガースの三輪八郎に食らって以来で、「戦後」・「2リーグ制」では史上初。
- 9月26日 - 大洋ホエールズ戦（川崎球場）で王貞治が2本の本塁打を打ち、前年に南海・野村克也が樹立した「シーズン52本」をわずか1年で抜いた。この後王のシーズン本塁打記録は「55本」まで伸ばした。この「シーズン55本」は、2013年に東京ヤクルトスワローズのウラディミール・バレンティン選手が「シーズン60本」を樹立するまで日本記録となる。
- 12月14日 - 近鉄の関根潤三の入団が正式に発表される。
- 12月24日 - 国鉄を退団した金田正一の入団が正式に発表される。

## 表彰選手
- 最優秀選手：王貞治（初受賞）
- 本塁打王：王貞治（55本、3年連続3度目）
- 打点王：王貞治（119打点、2年ぶり2度目）
- ベストナイン：

森昌彦（捕手、4年連続4度目）
王貞治（一塁手、3年連続3度目）
長嶋茂雄（三塁手、7年連続7度目）